# Stenoma castellana
Stenoma castellana es una especie de polilla del género Stenoma, orden Lepidoptera. Se encuentra en la Guayana Francesa
Fue descrita científicamente por Meyrick en 1916.

## Distribución
Se distribuye por Guayana Francesa.